# هليلج مولنتي

هليلج مولنتي (الاسم العلمي:Terminalia molinetii) هو نوع نباتي يتبع جنس الهليلج من الفصيلة القمبريطية.